# Spittelau metróállomás
Spittelau egy metróállomás Bécsben a bécsi metró U4-es és U6-os vonalán.

## Szomszédos állomások
A metróállomáshoz az alábbi állomások vannak a legközelebb:
- Heiligenstadt
- Friedensbrücke
- Jägerstraße
- Nußdorfer Straße

## Átszállási kapcsolatok
| U4 (Heiligenstadt ↔ Hütteldorf) |                        |                             |
| U6 (Floridsdorf ↔ Siebenhirten) |                        |                             |
| Állomás                         | Átszállási kapcsolatok | Fontosabb létesítmények     |
| Spittelau                       | S40 D 35A, 37A         | Wien Spittelau vasútállomás |